# Закігандж (упазіла)
Закіга́ндж (бенг. জকিগঞ্জ, англ. Zakiganj) — одна з 11 упазіл зіли Сілхет регіону Сілхет Бангладеш, розташована на сході зіли.
Населення — 187 437 осіб (2008; 174 038 в 1991).

## Адміністративний поділ
До складу упазіли входять 9 вардів:
| Зіла          | Площа, км² | Населення, осіб (2008) |
| ------------- | ---------- | ---------------------- |
| Бара-Тхакурі  | -          | 19734                  |
| Барахал       | -          | 28032                  |
| Бірасрі       | -          | 20214                  |
| Закігандж     | -          | 13806                  |
| Каджалшар     | -          | 22047                  |
| Кхас-Канакпур | -          | 16707                  |
| Кхолачхара    | -          | 18647                  |
| Манікпур      | -          | 25495                  |
| Султанпур     | -          | 22755                  |